# 德特54型拖拉机
德特54型（ДТ-54）中型农用拖拉机，苏联研制第二代中型履带式拖拉机，中国自1955年开始作为农机大量引进。

## 历史
1944年12月，全苏拖拉机研究院改进了“纳齐拖拉机”，研制了苏联第二代履带式中型农用拖拉机。由于哈尔科夫拖拉机厂和斯大林格勒拖拉机厂毁于战火尚未恢复，先由大后方的阿尔泰拖拉机厂投产该型拖拉机。德特54型拖拉机相比于第一代自研的纳齐拖拉机，改用4125型柴油发动机，额定转速增加50转到1300转/分钟，配置汽油启动机，增加了一个前进挡（5+1），改后桥制动为独立制动，加了刹车踏板，解决了下坡停车困难，大小锥齿轮由直尺齿改为零度螺旋齿，改为铁质驾驶室加装了玻璃。纳齐拖拉机于1952年停产。1955年德特54型拖拉机引入中国。由第一拖拉机制造厂仿制为东方红-54型履带拖拉机，1958年7月20日在一拖正式下线，累计生产50多万台。第三套人民币一元钱纸币正面印有该拖拉机。
通过提高4125型柴油机转速，增大马力，陆续推出后续型号拖拉机：
- 东方红-54：1500转，75马力
- 东方红802：1550转，80马力
- 东方红902：1600转，90马力

再提高转速需要加装发动机离心平衡轴，故改用6105型柴油机：
- 东方红1002：2300转，100马力
- 东方红1202：2300转增压发动机，120马力

六十年代，苏联改产第三代德特75拖拉机，采用4120增压发动机，1800转，105马力，7+1变速箱，加装快慢挡箱变为7快7慢7倒21个档位。行星齿轮架使得转向拉杆力很轻。高强度焊接车架。行走结构基本未变，说明经受了70年使用的考验。中国在九十年代进口一批该拖拉机。

## 技术性能
- 組員：1人
- 重量：5.1 ton
- 長度：3.7 m
- 寛度：1.86 m
- 高度：2.21 m
- 引擎：54匹马力，直立式4缸125毫米缸径4125型柴油发动机，7461c，额定转速1300转/分钟，压缩比4。
- 極速：8km/h
- 最大行程：60km